# 9323 Hirohisasato
9323 Hirohisasato este un asteroid din centura principală de asteroizi.

## Descriere
9323 Hirohisasato este un asteroid din centura principală de asteroizi. A fost descoperit pe 11 februarie 1989 la Geisei de Tsutomu Seki. El prezintă o orbită caracterizată de o semiaxă mare de 2,37 ua, o excentricitate de 0,17 și o înclinație de 5,5° în raport cu ecliptica.